# 1291年上海
|        | 上海历史 |
| 世紀： | 12世紀上海 \| 13世紀上海 \| 14世紀上海                                                                                     |
| 年代： | 1260年代上海 \| 1270年代上海 \| 1280年代上海 \| 1290年代上海 \| 1300年代上海 \| 1310年代上海 \| 1320年代上海               |
| 年份： | 1287年上海 \| 1288年上海 \| 1289年上海 \| 1290年上海 \| 1291年上海 \| 1292年上海 \| 1293年上海 \| 1294年上海 \| 1295年上海 |
| 紀年： | 辛卯年（兔年） |

## 1291年
至元二十八年七月二十四日（1291年8月19日），元廷设上海县。仅有从华亭县分出的5个乡72520户，约30余万人。
僧良珦募捐重建南翔讲寺（位于今南翔镇香花桥北）。